# Арундинария
Арундина́рия (лат. Arundinaria, искусственное от лат. arundo «тростник», «камыш») — род декоративно-лиственных растений семейства Злаковые (Poaceae).

## Распространение и среда обитания
Областью распространения является Япония и Китай, интродуцирован в США, странах Западной Европы и других.

## Ботаническое описание

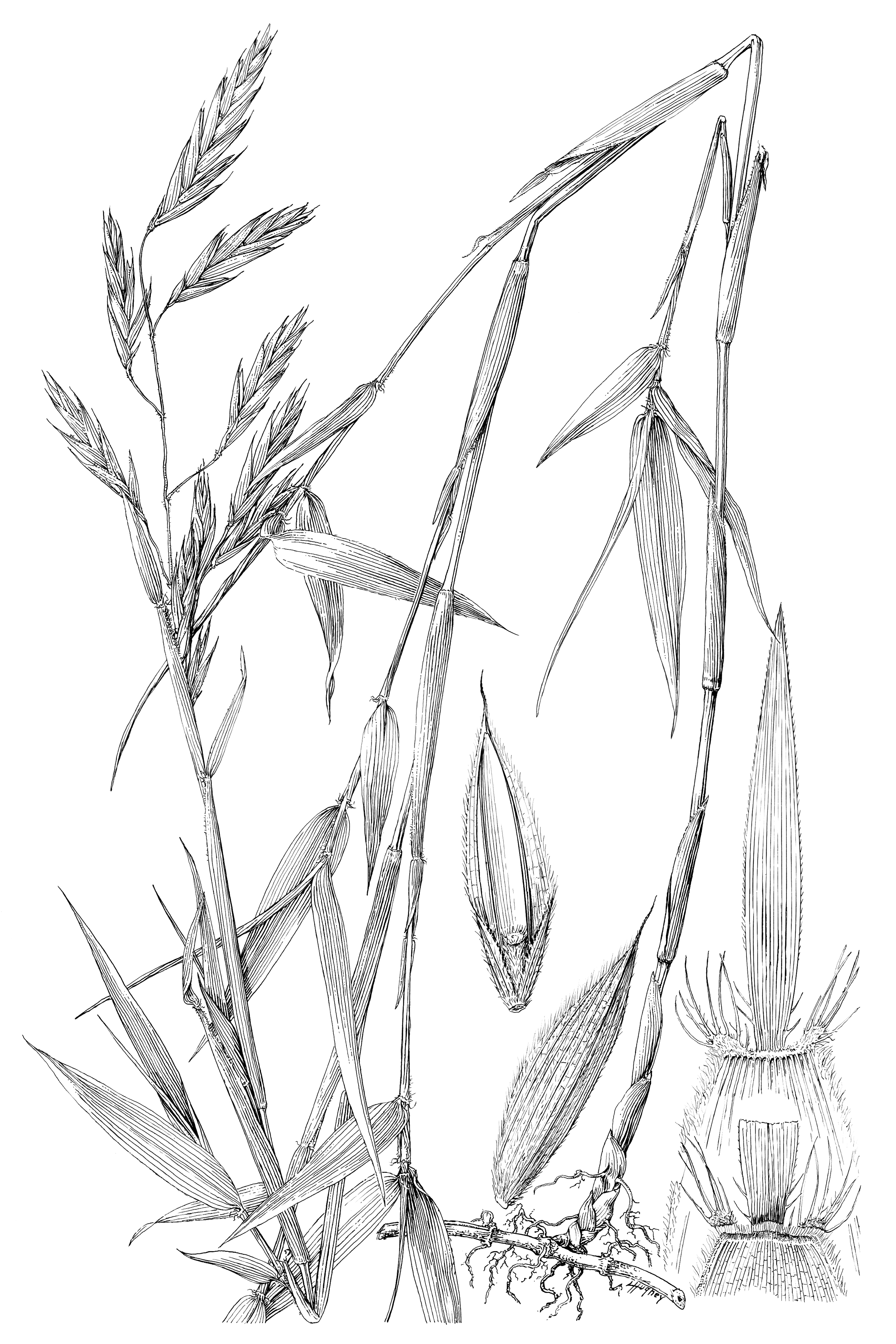
Arundinaria gigantea. Ботаническая иллюстрация из книги Альберта Хичкока Manual of the grasses of the United States, 1950

Внешне напоминает бамбук. Под землёй находится корневище, которое связывает группу стеблей.
Листья плотные, узкие, ремневидные, располагаются друг за другом. Цвет листьев бывает разным, от светло-зелёных до тёмно-зелёных.

## В культуре
Арундинария растёт и в саду, и дома. Для дома выбирают низкорослые сорта, для сада — метровой высоты. Может расти на любой почве, предпочитает полутень. Размножаться может двумя способами: при помощи побегов или делением корневища на несколько частей.

## Виды
По информации базы данных The Plant List, род включает 9 видов:
- Arundinaria acerba W.T.Lin
- Arundinaria appalachiana Triplett, Weakley & L.G.Clark (2006)
- Arundinaria disticha Pfitzer
- Arundinaria faberi Rendle
- Arundinaria fargesii E.G.Camus
- Arundinaria gigantea (Walter) Muhl. (1813) — Арундинария гигантская
- Arundinaria qingchengshanensis (Keng f. & T.P.Yi) D.Z.Li
- Arundinaria racemosa Munro
- Arundinaria spanostachya (T.P.Yi) D.Z.Li